# Карбондејл (Пенсилванија)
Карбондејл (енгл. Carbondale) град је у америчкој савезној држави Пенсилванија. По попису становништва из 2010. у њему је живело 8.891 становника.

## Демографија
Према попису становништва из 2010. у граду је живело 8.891 становника, што је 913 (9,3%) становника мање него 2000. године.
| Група             | 2000.         | 2010.         |
| Белци             | 9.571 (97,6%) | 8.376 (94,2%) |
| Афроамериканци    | 23 (0,2%)     | 90 (1,0%)     |
| Азијати           | 23 (0,2%)     | 33 (0,4%)     |
| Хиспаноамериканци | 122 (1,2%)    | 274 (3,1%)    |
| Укупно            | 9.804         | 8.891         |